# Loudoun Castle
Loudoun Castle était un parc d'attractions situé près du château de Galston, dans l'East Ayrshire, en Écosse. Il ferme ses portes à la fin de la saison 2010.

## Histoire

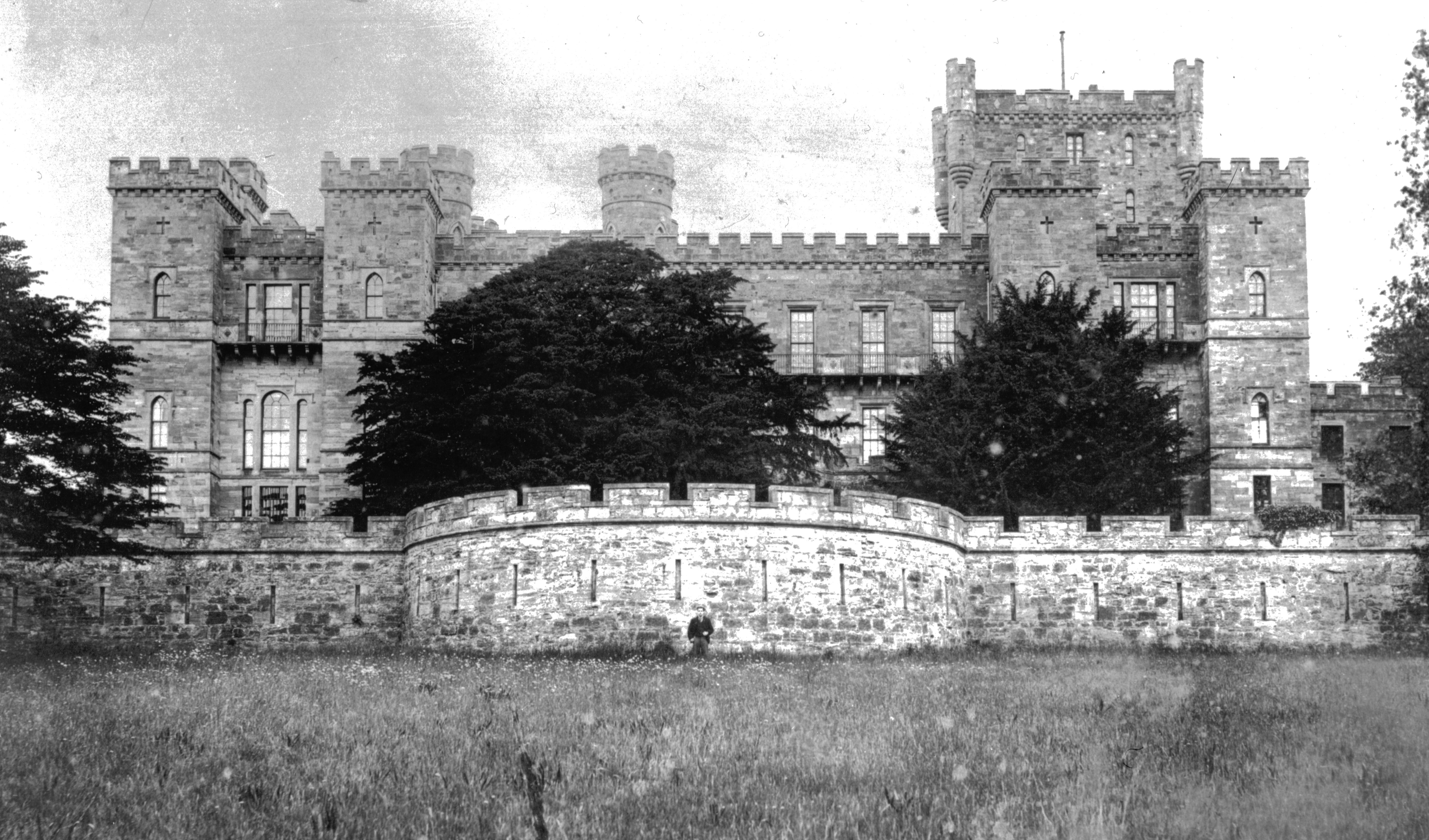
Photos du château de Galston (1890)

Le parc, ouvert en 1995 par une compagnie basée à Londres, est ensuite acquis et dirigé par Raymond Codona en 1999. En 2002, il est racheté par Henk Bembom's Parkware Ltd. Elle investit dans le parc 5 millions de livres cette première année, suivi de 2 millions pour 2003. Cet investissement permet l'ajout de nouvelles attractions chaque année, ainsi qu'un nouveau fonds d'investissement de 2 millions de livres en 2007.
Le parc possède pour mascotte Rory le lion.
En septembre 2010, la fermeture du parc est annoncée par Henk Bembom.

## Les attractions
Plusieurs de ces attractions étaient exploitées à Dreamland Margate lorsque ce parc appartenait aux frères Bembom.

### Montagnes russes

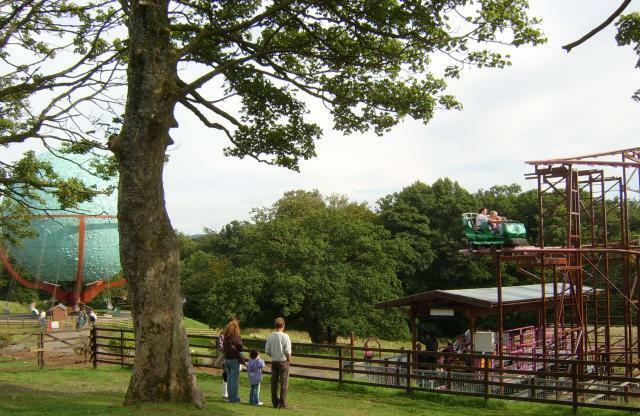
Rat

| Nom                  | Type                   | Constructeur      | Ouverture | Fermeture |
| -------------------- | ---------------------- | ----------------- | --------- | --------- |
| Crazy Croc           | Junior E-Powered       | Wisdom Rides      | 2001      | 2004      |
| Dragon               | E-Powered              | Zamperla          | 1995      | 1998      |
| Galaxy               | Assises / Galaxi       | S.D.C.            | 1999      | 2002      |
| Gold Rush            | Assises / Four Man Bob | Zierer            | 2010      | 2010      |
| Rat                  | Wild Mouse             | Maurer Rides      | 2005      | 2009      |
| Slitherin            | Assises / Jet 400      | Anton Schwarzkopf | 2002      | 2004      |
| Thunder Loop Express | Assises / Looping Star | Anton Schwarzkopf | 1995      | 1998      |
| Twist and Shout      | Assises / Silverarrow  | Anton Schwarzkopf | 2003      | 2010      |
| Wacky Worm           | Assises junior         | I.E. Park         | 2003      | 2010      |
| Wacky Worm           | Assises junior         |                   | 1999      | 2002      |
| Wilde Maus           | Wild Mouse Bois        |                   | 1998      | 2001      |

- Rat

### Autres attractions
- Barnstormer - Double Shot de S&S Worldwide
- Black Pearl - Kamikaze (Délocalisé à Lightwater Valley)
- Captains Wheel - Enterprise (Délocalisé à Avonturenpark Hellendoorn)
- Carousel - Carrousel
- Crow's Nest - Troïka de Huss Rides
- Drunken Barrels - Rivière rapide en bouées
- French Taxis - Autos tamponneuses
- Go Kart - Course de karting
- HMS Flora McDougal - Bateau à bascule de Huss Rides (Délocalisé à Lightwater Valley)
- Old Timers - Balade en tacots
- Loggers Leap - Bûches de Reverchon Industries, 1995 (Délocalisé à Kingoland)
- McDougal's Tractors - Balade en tracteurs
- Milk Churn - Round-up de Huss Rides
- Plough - Chaises volantes
- Pony Trek - Chevaux Galopants
- Regatta - Regatta de Zamperla (Délocalisé à Lightwater Valley)
- Sea Patrol
- Stormbreaker - Breakdance de Huss Rides (Délocalisé à Lightwater Valley)

## Spectacle
- Rory and Friends - Spectacles pour enfants avec la mascotte.
- Birds of Prey - Spectacle de dressage d'oiseaux.
- Big Top Theatre - Spectacle de clowns, d'acrobates et de magiciens.